# صادرات
در بازرگانی بین‌المللی، صادرات (به انگلیسی: Export) کالا یا خدماتی است که در یک کشور تولید می‌شود و به کشور دیگری فروخته می‌شود. فروشنده این کالاها و خدمات یک صادرکننده است. خریدار خارجی واردکننده است.

## موانع
موانع صادرات به چهار دسته بزرگ تقسیم می‌شوند: انگیزشی، اطلاعاتی، عملیاتی / مبتنی بر منابع و دانش.
موانع تجاری عبارتند از قوانین، مقررات، سیاست‌ها یا رویه‌های دولت که محصولات داخلی را از رقابت خارجی محافظت می‌کند. در حالی که شیوه‌های محدود کننده تجارت بعضی اوقات تأثیر مشابهی دارند، اما معمولاً به عنوان موانع تجاری در نظر گرفته نمی‌شوند. متداول‌ترین موانع تجارت خارجی اقدامات و سیاست‌های تحمیل شده توسط دولت است که مبادلات بین‌المللی کالا و خدمات را محدود کرده، یا از آن جلوگیری و ممانعت می‌کند.

### موانع راهبردی
موافقت نامه‌های بین‌المللی تجارت و انتقال انواع خاصی از کالاها و اطلاعات را محدود می‌کند، به عنوان مثال کالاهای مرتبط با سلاح‌های کشتار جمعی، ارتباطات از راه دور پیشرفته، اسلحه و ابزارهای‌شکنجه و همچنین برخی از آثار هنری و باستانی. برای‌مثال:
- گروه تأمین‌کنندگان هسته‌ای (NSG) تجارت سلاح هسته‌ای و کالاهای مرتبط را محدود می‌کند (۴۵ کشور عضو دارد).
- گروه استرالیا تجارت سلاح‌های شیمیایی و بیولوژیکی و کالاهای همراه را محدود می‌کند (۳۹ کشور).
- رژیم کنترل فناوری موشکی تجارت تحویل سلاح‌های کشتار جمعی را محدود می‌کند. (۳۵ کشور).
- توافق‌نامه واسنار تجارت تسلیحات متعارف و تحولات فناوری را محدود می‌کند. (۴۰ کشور).

### تعرفه‌ها
تعرفه مالیاتی است که برای کالای خاص یا مجموعه کالاهای صادر شده یا وارد شده به یک کشور ایجاد می‌شود و مانعی اقتصادی در تجارت ایجاد می‌کند. زمانی که تولیدکنندگان داخلی در رقابت با کالاهای وارداتی مشکل داشته باشند ممکن است از تعرفه استفاده شود.
برخی از صنایع از حفاظتی برخوردار می‌شوند که تأثیر مشابهی با یارانه‌ها دارد. تعرفه‌ها انگیزه‌های صنعت را برای تولید سریعتر، ارزان‌تر و با کارایی بیشتر کاهش می‌دهند و باعث کاهش رقابت صنایع می‌شوند.
دلیل سوم استفاده از تعرفه جلوگیری از دامپینگ است. دامپینگ روشی است که یک تولیدکننده کالای خود را با ضرر صادر می‌کند تا رقبای نوپا یا با توان مالی ضعیف تر را ورشکسته کند، و برای خود یک بازار انحصاری ایجاد کند. حالت دیگر دامپینگ زمانی است که صادرکننده قیمت کالای خود را در بازار صادرات نسبت به بازار داخلی کمتر قرار می‌دهد. هدف و نتیجه مورد انتظار از تعرفه‌ها تشویق مردم به استفاده از کالاهای داخلی به جای کالاهای معادل خارجی است.
تعرفه‌ها می‌تواند بین کشورها تنش ایجاد کند. به عنوان مثال می‌توان به تعرفه فولاد ایالات متحده در سال ۲۰۰۲ اشاره کرد، و زمانی که چین تعرفه ۱۴ درصدی را برای قطعات خودرو وارداتی وضع کرد. چنین تعرفه‌هایی معمولاً منجر به شکایت در سازمان تجارت جهانی (WTO) می‌شود که مقرراتی را تنظیم می‌کند و تلاش می‌کند تعارضات تجاری را حل کند. در صورت عدم رضایت، کشور صادر کننده می‌تواند تعرفه ای را برای واردات از کشور دیگر تعیین کند.

## مزایا

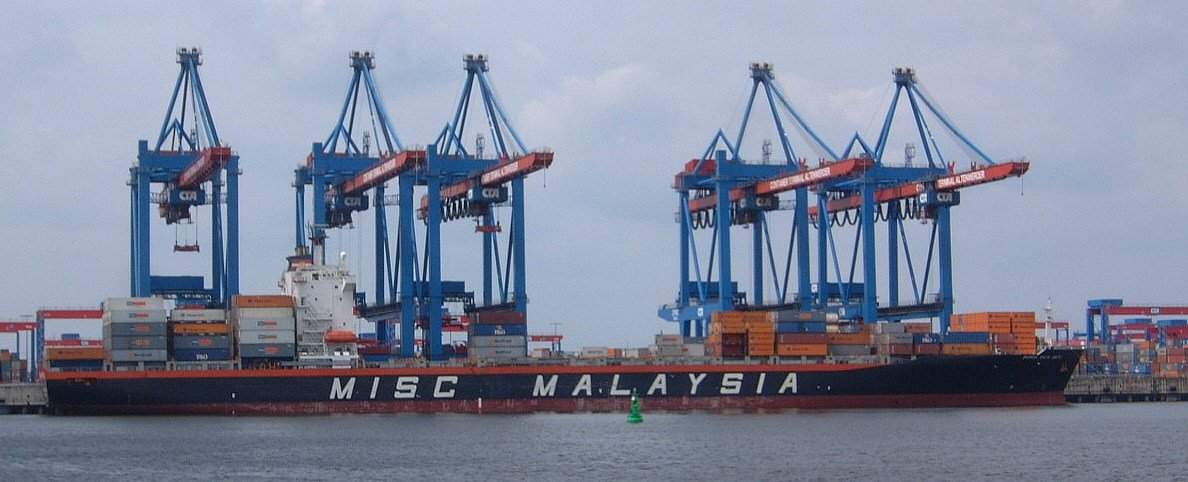
یک کشتی در ترمینال کانتینر Altenwerder (هامبورگ)

صادرات از هزینه‌های ایجاد عملیات تولید در کشور هدف جلوگیری می‌کند.
صادرات ممکن است به یک شرکت در دستیابی به اثرات منحنی تجربه و اقتصاد موقعیت در کشور خود کمک کند. از مزایای مالکیت می‌توان به دارایی‌های شرکت، تجربه بین‌المللی و توانایی تولید محصولات ارزان قیمت یا متفاوت اشاره کرد. مزایای موقعیتی یک بازار خاص ترکیبی از هزینه‌ها، پتانسیل بازار و ریسک سرمایه‌گذاری است. مزایای بین‌المللی سازی مزایای حفظ شایستگی اصلی در شرکت و اتصال آن در زنجیره ارزش است نه مجوز، برون سپاری یا فروش آن.
صادرات همچنین در اقتصاد تأثیر دارد. مشاغل در جایی که از مزیت رقابتی برخوردار باشند کالاها و خدمات را صادر می‌کنند. این بدان معنی است که آنها از هر کشور دیگری در تهیه آن محصول بهتر هستند یا به دلیل آب و هوا یا موقعیت جغرافیایی و غیره توانایی تولید طبیعی دارند.

## صادرات و تجارت آزاد
نظریه برتری نسبی در طول ربع اول قرن ۱۹م در نوشته‌های اقتصاددانان کلاسیک حقیقت پیدا کرد. مادامیکه دیوید ریکاردو بیش‌ترین نظر را با پیشرفت نظریه داشت (در فصل اساسش از اقتصاد سیاسی، ۱۸۱۷،) بامس میلز و رابرت تورین نظرات مشابه را ارائه کردند. نظریه بیان می‌کند که همه طرفین در یک محیط حرفه نامحدود سود را به حد اعلی می‌رسانند حتی اگر مزیت‌های مطلق تولید بین طرفین وجود داشته باشد. 
در مقابل سیاست بازرگانی، اولین بدنه قاعده‌دار وفادار به تجارت بین‌المللی، در طول قرون ۱۷ام و ۱۸ام در اروپا پدیدارشد. مادامیکه نگاه‌های بسیار از این مکتب فکری به سطح متفاوت می‌آیند، معمولاً یک هدف کلیدی حرفه یک تراز تجاری مثبت را قرار بود ترویج بدهد، با مراجعه‌به زمانی که ارزش کالای داخلی صادر شده از ارزش کالای خارجی وارد شده جلو می‌زند و به نوبت میزان مساعد یک تعادل تجاری مازاد به وجود می‌آورد. 
طرفداران سیاست بازرگانی سیاست حکومتی را پشتیبانی کردند که جریان تجارت را ترتیب بدهد که با عقایدشان مستقیماً مطابقت کند. آنها یک دستور کار شدیداً طرفدار سیستم مداخله دولت در امور اقتصادی را جستجو کردند، با استفاده از مالیات‌های حرفه که تعادل تجاری یا ترکیب کالا را به نفع کشور مبدأ درست می‌کند.

## راهبرد صادرات
راهبرد صادرات به ارسال کالاها به مکان‌ها یا کشورها ی دیگر برای فروش یا معاوضه است. در اقتصاد، یک کالای صادره یا هر کالای خوب از یک کشور تا کشور دیگر در یک شیوه مشروع، به‌طور نمونه برای استفاده در صنعت جابه‌جا شده‌است.

## کوشش مدیریت مالی
برای به حداقل رساندن خطر نوسان نرخ معاوضه و شرح مذاکرات جریانات فعالیت صادراتی که مدیریت مالی احتیاج دارد برای ظرفیت بیشتر با مشتری اصلی مبارزه کند: مشتریان بین‌المللی خدمات بیشتر را از فروشنده‌شان درخواست می‌کنند مانند نصب و راه‌اندازی تجهیزات، نگهداری یا تحویل بیشتر سرویس.

## بهبودی فناوری‌های ارتباطی
بهبودی فناوری ارتباطی را قادر می‌سازد مشتری با تدارک‌دهنده‌های بیشتر در سال‌های اخیر هنگام دریافت اطلاعات بیشتر ارتباط داشته باشد و ارتباطات ارزان‌تر از ۲۰ سال پیش که در آن موقع هزینه زیادی بود. این به شفافیت بیشتر منتهی می‌شود. فروشنده در وظیفه اش بی‌درنگ از درخواست پیروی می‌کند و همه را ارائه می‌دهد و معامله را به تفصیل تشریح می‌کند.

## اشتباه مدیریت
مدیریت در بعضی از دام‌های سازمانی امکان دارد بیفتد، انتخاب ضعیف نمایندگان آن طرف یا پخش‌کننده‌ها یا سازمان جهانی آشفته.

## فروش مستقیم در راهبرد صادراتی
فروش مستقیم شامل نمایندگان فروش، پخش‌کننده‌ها یا خرده‌فروشان می‌شود؛ که بیرون از کشور مبدأ صادرکننده قرار دارند. هدایت صادرات کالاها و خدمات که به یک خریدار مستقل خارج از کشور مبدأ صادرکننده فروخته شده‌است. اساساً کمپانی‌ها به وسیله رقابت‌های هسته‌ای با ارزش و بهبود یافتن کارکردشان مجبور شده‌اند.

## فروش مستقیم از میان پخش‌کننده‌ها
عامه‌پسندترین انتخاب مورد توجه شرکت ها است که توانایی فروش بین‌المللی خودشان را توسعه دهند. این با شارژ کردن کارمندان شرکت انجام‌شده‌است که به آنها کنترل بزرگتر را روی عملیاتشان می‌دهد. همچنین فروش مستقیم به کمپانی کنترل بزرگتر را روی تابع فروش می‌دهد و فرصت برای سودهای بیشتر را به دست می‌آورد. 
در موضوعات دیگر جایی که شبکه نماینده فروش ندارد، شرکت می‌تواند حقوق انحصاری را در یک ناحیه جغرافیایی مخصوص بفروشد. یک پخش‌کننده در یک کشور خارجی یک بازرگان است که از سازنده محصول را می‌خرد و آنها را با سود می‌فروشد. پخش‌کننده‌ها دفتر موجودی را معمولاً حمل می‌کنند و سرویس محصول و معاملات را در بیشتر موارد با خرده‌فروشان به جای کاربران نهائی توزیع می‌کنند.

## فروش مستقیم از میان خرده‌فروشان خارجی و کاربران نهائی
همچنین صادرکنندگان می‌توانند مستقیماً به خرده‌فروشان خارجی بفروشند. معمولاً، محصولات محدود به مصرف‌کننده‌اند؛ همچنین می‌تواند مستقیم به کاربران نهائی بفروشد. یک راه خوب برای این چنین فروش چاپ کاتالوگ یا حضور داشتن در نمایشگاه‌های حرفه‌ای است.

## فروش مستقیم از طریق اینترنت
تجارت الکترونیک یک میانگین مهم در تمام جهان برای کمپانی‌های کوچک و بزرگ از لحاظ بین‌المللی است. برای اینکه موانع پایتختی و زیرساختاری را مغلوب می‌کند. تجارت الکترونیکی تعهدات را آسان کرده، تحویل تندتر فراهم شده و اطلاعات ارزان‌تر، پس‌خورد سریع روی تولید محصولات جدید، بهبود سرویس مشتری، یک دسترسی جهانی، سطوح میدانی کمپانی‌ها و پشتیبانی اطلاعات الکترونیک با تبادل نظر با تدارک‌دهنده‌ها و مشتریان.

## فروش غیرمستقیم
صادرات غیرمستقیم، به سادگی فروش کالا از میان یک واسطه میانجی و مستقل داخلی است؛ بنابراین میانجیان محصولات را به مشتریان در بازارهای خارجی صادر می‌کنند. صادراتی که در آن محصول و خدمات خود را به واسطه‌ای در داخل کشور تحویل داده وجه آن را با پول رایج کشور خود دریافت نماییم گفته می‌شود.

## تصمیم گرفتن برای صادرات
وقتی که یک کمپانی محصولات صادراتی را معلوم می‌کند، هنوز عوامل دیگر را باید در نظر بگیرد، از قبیل این‌ها:
- کمپانی چه سودی را از صادر کردن می‌خواهد؟
- آیا دارد هماهنگ با دیگر اهداف کمپانی صادر می‌کند؟
- چه درخواست‌هایی روی صادرات از مدیریت، منابع‌کلیدی و کارمندان کمپانی، ظرفیت تولیدی و سرمایه‌گذاری خواهد بود و این درخواست‌ها چطور پاسخ داده خواهند شد؟
- آیا سودهای قابل‌انتظار از ارزش قیمتها هستند یا بهتر بود منابع کمپانی برای توسعه کار داخلی جدید به کار رود؟

## توسعه صادرات در آمریکا
وزارت بازرگانی آمریکا برای کمپانی‌های آمریکا فرصت را فراهم می‌کند که فروش محصولات و سرویس مجانی را ترویج دهند. بنا بر این، برای انجام آگهی‌های صادراتی بخش‌های آنلاین و چاپی منتشرشده‌است و به سفارت‌خانه‌ها، مراکز معامله، کنسول‌گری‌ها و انجمن‌ها در سرتاسر جهان تحویل داده‌شده‌است. 
مرکز پیشرفت تجارت بین‌المللی کالیفرنیا سراسر کالیفرنیا دفتر دارند، هر CITD به وسیله یک دانشکده ایالتی محلی پذیرش شده‌است و انواع برنامه‌های آزاد یا کم‌خرج و خدمات را فراهم می‌کند که کمپانی‌های محلی را در انجام کار صادرات کمک کند. اینها و مشورت یک کمک فنی شامل، تحقیق وضع بازار، پرورش و، برنامه‌های تحصیلی، رهبری معاملات و اتفاقات مخصوص می‌شود.

## از لحاظ بین‌المللی
چندین CITD جهانی آیین‌نامه‌ها و نیز دستورنامه‌های خاص کشوری هستند، از قبیل راهنمای کلی در آمریکا، ترید گیت در هندوستان و علی بابا در چین.
چالش‌های پیداشده کشورهای خارجی برای صادرکننده در فروش داخلی دیده نمی‌شود. با حراج داخلی، سازندگان به عمده‌فروش یا خرده‌فروش به‌طور نمونه می‌فروشند یا حتی به مصرف‌کنندگان. وقتی که سازندگان صادرکننده باشند و به واردکنندگان مجبور باشند بفروشند پس چه کسی به عمده‌فروشان می‌فروشد. لایه اضافی در زنجیره توزیع بر حاشیه‌ها فشار می‌آورد و سازندگان ممکن است احتیاج داشته باشند قیمت‌های پایین‌تر را به واردکنندگان نسبت به عمده‌فروشان داخلی پیشنهاد کنند.

## داده‌های آماری و گزارش‌های بازار
اطلاعات روی ارزش صادرات و اغلب مقدارهایشان به وسیله فهرست‌های مفصل محصولات در جمع‌آوری آماری در دسترس است روی تجارت بین‌المللی به وسیله خدمات آماری انتشار یافته سازمان‌های بین دولتی (برای مثال UNSTAT, FAOSTAT, OECDJ UNSTAT, FAOSTAT, OECDJ مجموعه قوانین آماری فراملی (برای مثال یورواستات برای ترویج صادرات، خیلی حکومت نمایندگی‌های بازار را انتشار می‌دهد برای صادرات به وسیله گزارش وب و کشور: USCS , FAS در ایالات متحده،EDC , AAFC در کانادا، Ubifrance در فرانسه، UKTI در انگلستان، IIKTDC , JETRO در آسیا، Austrade و NZTE در اقیانوسیه.
هم‌پیمانی انجمن‌های تجارت بین‌المللی مطالعات چندین عدد از این نمایندگی‌ها را انتشار داده‌اند QJSCS, FAS, AAFC, UKTI, HKTDC به اندازه سازمان‌های غیردولتی دیگر روی وب سایت. Global Trade.net

## صنعتی سازی جهتدار صادرات
صنعتی سازی جهتدار صادرات ESI بعضی وقت‌ها نامیده شده به‌عنوان صنعتی سازی صادراتی (ESI) یا صنعتی سازی صادرات رهبری شده (ELI)تجارت یک حرفه و رویه اقتصادی است برای تسریع فرایند صنعتی سازی یک کشور به وسیله صادر کردن کالایی که برای آن یک برتری نسبی دارد. 
رشد صادرات رهبری شده گشایش بازارهای داخلی به رقابت خارجی در عوض دسترسی به بازار در کشورهای دیگر را معنی می‌رساند. به هر حال این حقیقت ممکن نیست در مورد بازارهای همه داخلی باشد، حکومت‌ها ممکن است بخواهند صنایع ویژه را محافظت کنند که آنها ممکن است در آن صنعت رشد کنند و برتری نسبی شان را در آینده‌نشان دهند و یک مورد معکوس اتفاق می‌افتد. 
برای مثال خیلی از کشورهای آسیایی غربی موانع قوی روی واردات را در طول ۱۹۶۰–۱۹۸۰ داشتند. موانع کاهش تعرفه، اغلب نرخ ارز شناور (کاهش ارزش پول ملی که صادرات را آسان می‌کند) و پشتیبانی حکومت از بخش‌های همه یک مثال رویه‌های پذیرفته شده (EOI) است برای ترویج و توسعه اقتصادی سرانجام. صنعتی سازی جهتدار صادرات مخصوصاً صفت اختصاصی پیشرفت اقتصاد ملی ببرهای آسیا: هنگ‌کنگ، کره جنوبی، تایوان و سنگاپور در دوره پست جنگ جهانی دوم بود.

## محدودیت‌ها
تکیه‌گاه‌اش را در جریان اصلی دوایر اقتصادی، موفقیتش روی سال‌های اخیر به‌طور افزایشی به مبارزه طلبیده‌شده که رشد تعدادی مثال بوده‌است که به نتایج قابل‌انتظار حق تقدم نداده‌است. EOI حساسیت بازار را عوامل برون‌روینده افزایش می‌دهد و تا حدی مسئول به خاطر زیان ۱۹۹۸ بحران اقتصادی برای اقتصاد کشورها رفتار شده‌است که صنعتی سازی جهتدار صادرات را استفاده کرد. همچنین برای فقدان تنوع محصول انتقاد شده‌است که برتری نسبی اقتصاد شان را تعقیب می‌کنند، که اقتصاد را به‌طور بالقوه ناثابت می‌کند اگر برای مطالبه تخصصشان اتفاق بیفتد این در طول بحران مالی ۲۰۰۷ تا ۲۰۱۰ و پس رفتگی جهانی متعاقب آن اتفاق‌افتاد. انتقادات دیگر که صنعتی سازی جهتدار صادرات را در برمی‌دارند موفقیت کالای صادره را محدود کرده‌است اگر اقتصاد یک کاهش در شرایط تجارتش را تجربه کند، که قیمت صادراتش در یک نرخ آهسته‌تر به جای وارداتش دارد افزایش پیدا می‌کند. 
این حقیقت خیلی از اقتصادهاست برای هدف گرفتن برتری نسبی شان در کالاهای اولیه که آنها یک مسیر بلندمدت برای رد کردن قیمت‌ها دارند، با این وجود در نظریه سینگر یادداشت‌شده که انتقادات این تز مثل تناقضات عملی اتفاق افتاده‌اند. همچنین تابع کالای خام به عنوان کالاهای اولیه قیمت باورنکردنی کمی دارند، بدون قدرت معین که منجر به یک تغییر بدون تناسب بزرگ در قیمت تقاضا برای آنها می‌شود. 
مسئله این است که (IOE) از پیش فرض می‌کند که یک حکومت با شناخت بازار برای یک صنعت سوبسیدها را برای پیشرفت یک سرمایه‌گذاری خوب در آینده در نظر می‌گیرد. توانایی هر حکومت محدود است اگر از میان عمل متقابل طبیعی نیروهای بازار بین عرضه و تقاضا اتفاق افتاده باشد. 
یک برتری نسبی عامل بالقوه همچنین بهره‌کشی یک مبلغ چشمگیر سرمایه‌گذاری است که حکومت‌ها را ملزوم می‌کند فقط یک مقدار محدود را بتوانند تولید کنند. در خیلی از LEDCها لازم است که شرکت‌های چندملیتی که سرمایه‌گذاری مستقیم خارجی را فراهم می‌کنند، شناخت، مهارت‌ها و پرورش لازم برای توسعه یک صنعت و برتری نسبی آینده را داشته باشند.